# El desafío de los GoBots
El desafío de los GoBots (inglés: Challenge of the GoBots) fue una serie animada estadounidense. Fue producida por Hanna-Barbera y se basó en Gobots, una línea de robots de juguete que se transforman en vehículos.

## Trama
El planeta Tierra es escenario de la lucha entre dos facciones de robots provenientes del planeta Gobotrón: los heroicos Guardianes y los malvados Renegados. En una de esas batallas es seriamente dañado Turbo, un miembro de los Guardianes. Líder-1, jefe de los Guardianes trata de hallar al legendario Último Ingeniero para salvar de la muerte a Turbo. 

## Personajes

### Guardianes
- Líder-1 (inglés: Leader-1): es el jefe de los Guardianes. Líder-1 es valiente y se preocupa por sus amigos. También apoya el sistema democrático de gobierno de los Guardianes, lo que generó un conflicto con Cy-Kill, su peor enemigo. Puede adoptar la forma de un jet de combate F-15. Además puede proyectar un campo de fuerza que lo protege de las amenazas, pero el uso del campo drena rápidamente sus reservas de poder.
- Turbo:  es mano derecha de Líder-1 y uno de los Guardianes más valientes. Sin embargo es algunas veces testarudo, por lo que en ocasiones sale dañado. Puede adoptar la forma de un auto deportivo. Tiene una rivalidad amistosa con su compañero Scooter, pero en las batallas, sostiene una rivalidad personal con Crasher, ya que ambos son autos deportivos. Su formato alterno es un coche deportivo rojo, inspirado en el Ferrari F40.
- Scooter: es el inventor de los Guardianes.  Puede adoptar la forma de un escúter.  Scooter es muy inteligente y está equipado con dispositivos que le permiten hackear computadoras. Está provisto de un proyector de hologramas que crea ilusiones útiles para esconderse o para confundir a sus enemigos. Scooter es el más joven del grupo y, a diferencia de sus compañeros, no es tan osado pero si llega a mostrar valor cuando es necesario.

### Renegados
- Cy-Kill: es el jefe de los Renegados. Puede adoptar la forma de una motocicleta, inspirada en las grandes motocicletas americanas, estilo Harley-Davidson o Indian. Cy-Kill era antiguamente miembro de los Guardianes, pero su deseo de ser el único gobernante de Gobotrón lo llevó a romper con su amigo Líder-1 y con los Guardianes. Cy-Kill es despiadado y busca conquistar a  Gobotrón para tener todo el poder.
- Crasher: es uno de los GoBots de género femenino. Puede adoptar la forma de un Porsche 956 negro. Estaba atraída románticamente a Líder-1 (antes del enfrentamiento entre los Guardianes y los Renegados). En los combates, sostiene una rivalidad personal con Turbo, basada en el hecho de que ambos tienen formato alterno de un coche deportivo.
- Cop-Tur: no es muy inteligente, al igual que muchos de los Renegados. Puede adoptar la forma de un helicóptero. Dispara rayos de energía desde sus ojos o desde sus manos. Además utiliza las palas de su rotor para formar huracanes o (en su modo de robot) como una espada.

### Humanos
- Matt Hunter: es un astronauta que es amigo de Líder-1 y lo pilota cuando Líder-1 adopta la forma de avión.
- Nick Burns: es un astronauta joven que es amigo de Scooter y lo conduce cuando Scooter adopta la forma de escúter.
- Allison Janmoria, conocida como "A.J." Foster: es una astronauta que es amiga de Turbo y lo conduce cuando Turbo adopta la forma de auto.

- Datos: Q2985330